# Romance de um Mordedor
Romance de um Mordedor é um filme de comédia brasileiro de 1944, dirigido por José Carlos Burle. Foi baseado no romance Vovô Morungaba de Galeão Coutinho.

## Elenco
- Maria Batista
- Iris Belmonte
- Emilinha Borba
- Henrique Brieba
- Francisco Dantas